# Oligancistrus
Oligancistrus is een monotypisch geslacht van straalvinnige vissen uit de familie van de harnasmeervallen (Loricariidae).

## Soort
- Oligancistrus punctatissimus (Steindachner, 1881)